# 2018年8月中國大陸

## 8月1日
- 北京海淀区龙泉寺两名清华大学毕业的都監发布95页检举信，详述住持释学诚性侵并利用多种手段精神控制女弟子的非法行为。释学诚随后在微博上发布声明否认有关指控。同时，相关内容在网络上遭到大规模删除[1]。
- 山东大学教授孙文广在家中接受美国之音直播访问时遭到警方破门强行逮捕，目前失去联络[2]。

## 8月3日
- 辽宁沈阳沈北新区确认发生非洲猪瘟疫情，沈北新区委宣传部工作人员介绍，疫点内已有913头猪被扑杀，扑杀工作仍在继续[3]。

## 8月5日
- 歷經23年的兩岸溝通談判，兩岸正式通水，福建省正式向中華民國金門縣供水，水源來自晉江[4][5]。中華民國中央政府基於中國大陸打壓致台中市東亞青運遭停辦，杯葛儀式，僅金門官員參加儀式[6][7]。

## 8月6日
- 北京警方出動大規模警力抓捕大批前往金融街銀監會和證監會示威維權的網絡借貸平台受害訪民，直接用巴士將他們送進久敬莊訪民接待中心等待遣返[8]。
- 北京一對年僅8歲的雙胞胎姐妹裴元瑾、裴元桐，5日中午與媽媽陳女士到山東省青島市旅游時，在黃島區沙灘離奇失蹤，公安連夜搜索後，先後發現兩人已經死亡[9]。

## 8月8日
- 由上海师范大学相关人士处获悉，原定10日在该校举办的有关慰安妇问题的国际研讨会因中国政府的要求而停办。有分析认为，12日正值《日中和平友好条约》缔结40周年，此举是顾及到了日方[10]。

## 8月10日
- 数百名穆斯林围堵宁夏同心县韦州清真大寺，阻止当地政府的拆卸行动[11]。

## 8月12日
- 午時時段，廣東外海，「南海熱帶氣旋」升級為「颱風貝碧嘉」，於珠海、茂名、陽江等珠三角同粵西市縣降下「大暴雨」，茂名、陽江、江門、珠海與雲浮5市95鎮遭「水浸」，水浸區域尚包括珠海機場同開平市全城，雨帶內共計13.61萬人受災，造成兩死1失踪。颱風預計於14日晚在廣東西部沿海再次登陸。[12]

## 8月15日
- 85度C洛杉磯門店接待蔡英文訪問后遭受压力，是日南安市场监督执法人员对85度C南安門店、水头門店进行检查施压，被责令做出整改[13]。而其更被包括饿了么、口碑、美团、大众点评、百度外卖、百度糯米等多家网络平台下架，无法搜到相关外卖或点评信息[14]。

## 8月16日
- 国务院总理李克强在国务院常务会议上指出依据《药品管理法》，没收长春长生公司所有违法所得并处最高罚款，同时对负有监管责任的人士严厉追责，以儆效尤。[15]
- 号称采用自主研发“Redcore”内核的国产浏览器红芯宣布融资2.5亿元，但被网友曝光实际上照搬Google Chrome的Blink内核[16]。
- 郑州双汇屠宰场发生非洲猪瘟疫情，病死猪只来自黑龙江佳木斯，郑州市政府下达封锁疫区命令维持6周，禁止所有生猪、易感动物及产品进出[17]。

## 8月21日
- 萨尔瓦多与中华民国断交外交关系后，旋即与中华人民共和国建交[18]。

## 8月23日
- 上海市第二中级人民法院一审宣判2016年10月虹口区杀妻藏尸案凶手朱晓东死刑。这是在中国司法体系执行“少杀、慎杀”原则下，凶手有法定从轻处罚情节，罕见的对凶手处以最高刑罚——死刑的案件。在全国各地众多性质更为恶劣、无法定从轻处罚情节的杀妻、杀女友凶案中，普遍对凶手处以死缓而非死刑。

## 8月27日
- 江苏昆山，一宝马车想抢自行车道行驶，并压白线逼停正常行驶的电动车。发生纠纷后，宝马车驾驶员刘海龙砍伤电动车主于海明，后因砍刀失手被于海明反杀[19]。
- 下午1時許，武汉天河国际机场航班飛行員和管制員從指揮對話中聽到傳來廣告雜音，懷疑無線電頻率遭干擾。省无委和民航湖北空管分局技术人员到机场115米高的塔台用手持式监听工具反复检查，终锁定干扰频点是103.55MHz。其後人員開動移动监测车一边监测干扰信号强度变化，一边尋找干擾源。最後在一座40層以上小区樓房一房間抓獲高功率发射电台，循环播放医患访谈节目，兜售性药和保健品廣告，該些設備可手機遙控，無需有人現場維護，執法人員亦未查到設備使用者。[20]